# Касемабад (Хондаб)
Касемабад (перс. قاسماباد) — село в Ірані, у дегестані Дегчаль, у Центральному бахші, шагрестані Хондаб остану Марказі. За даними перепису 2006 року, його населення становило 1398 осіб, що проживали у складі 314 сімей.

## Клімат
Середня річна температура становить 12,26 °C, середня максимальна – 32,06 °C, а середня мінімальна – -10,54 °C. Середня річна кількість опадів – 287 мм.
| Клімат поселення                              | Клімат поселення | Клімат поселення | Клімат поселення | Клімат поселення | Клімат поселення | Клімат поселення | Клімат поселення | Клімат поселення | Клімат поселення | Клімат поселення | Клімат поселення | Клімат поселення | Клімат поселення |
| Показник                                      | Січ.             | Лют.             | Бер.             | Квіт.            | Трав.            | Черв.            | Лип.             | Серп.            | Вер.             | Жовт.            | Лист.            | Груд.            |                  |
| Середній максимум, °C                         | 7,50             | 10,05            | 14,55            | 19,75            | 24,36            | 30,71            | 32,06            | 31,40            | 26,26            | 20,70            | 14,08            | 8,28             |                  |
| Середня температура, °C                       | −1,52            | 1,03             | 5,51             | 10,74            | 15,34            | 21,68            | 25,66            | 25,00            | 19,86            | 14,32            | 7,68             | 1,90             |                  |
| Середній мінімум, °C                          | −10,54           | −7,98            | −3,5             | 1,70             | 6,30             | 12,66            | 19,26            | 18,59            | 13,45            | 7,91             | 1,28             | −4,51            |                  |
| Норма опадів, мм                              | 46               | 35               | 48               | 39               | 36               | 9                | 0                | 1                | 1                | 7                | 24               | 41               |                  |
| Середньомісячна швидкість вітру, м/с          | 2.14             | 2.07             | 3.04             | 3.32             | 2.86             | 2.66             | 2.70             | 2.61             | 2.35             | 2.30             | 1.97             | 1.72             |                  |
| Середньомісячна сонячна радіація, кДж/м²·день | 8716             | 12021            | 14526            | 17961            | 22117            | 26900            | 25907            | 23926            | 20738            | 15188            | 10768            | 8699             |                  |
| --------------------------------------------- | ---------------- | ---------------- | ---------------- | ---------------- | ---------------- | ---------------- | ---------------- | ---------------- | ---------------- | ---------------- | ---------------- | ---------------- | ---------------- |
| Джерело:                                      |                  |                  |                  |                  |                  |                  |                  |                  |                  |                  |                  |                  |                  |